# 乱一世
乱 一世（らん いっせい、本名・石瀬 泰久、1950年〈昭和25年〉4月14日 - ）は、放送タレント・ナレーター・レポーター。BMCエンタープライズ所属。

## 来歴・人物
東京都文京区出身。東海大学文学部卒業。
大学卒業後、ディスコのDJを経て、1976年にニッポン放送の『ザ・パンチ・パンチ・パンチ』でデビュー。芸名はニッポン放送のドン上野こと上野修からつけられた。以後、『トゥナイト』、『トゥナイト2』（テレビ朝日）のレポーターなどで知られる。また、『愛の貧乏脱出大作戦』(テレビ東京)のナレーションで、淡々かつシリアスな語り口で、更なる知名度が上がった。
1997年8月26日、『トゥナイト2』で自分が担当するコーナーのCM前の予告で「これからCMに入るのでトイレに行きたい人は行ってもいいですよ！」とCMを否定する発言をしたことがスポンサーの逆鱗に触れ、番組を降板した（テレビ朝日でも他番組の同趣旨の字幕の問題と合わせ、担当取締役が減俸、情報局長と情報番組センター長が減給、担当プロデューサーが10日間の謹慎、アナウンサー1名がけん責された）。2年後の2000年3月に『トゥナイト2』に復帰した。復帰の際にはCM前の予告で「特集の前にとても重要なお知らせの時間です。心して見るように」と前回の失言を逆手に取ったギャグを披露した。
2021年4月時点では、主に番組ナレーターとして『噂の!東京マガジン』を始め6本のレギュラー番組を抱えている。
声質が石丸博也、語り口が五木田武信と村越伊知郎に似ているのが特徴。

## 出演

### テレビ
- 巨泉のこんなモノいらない!?（日本テレビ系）
- 流行レーダー（フジテレビ系）
- クイズ世界はSHOW by ショーバイ!!（日本テレビ系）
- しあわせ家族計画（TBS系）
- クイズこれはウマい!（TBS系）
- 噂の!東京マガジン（TBS系→BS-TBS、ナレーター）
- 関口宏の東京フレンドパーク（TBS系） - 初代従業員
- トゥナイト2（テレビ朝日系）
- スーパーモーニング（テレビ朝日系）
- 愛の貧乏脱出大作戦（テレビ東京系）
- TVチャンピオン（テレビ東京系）
- ジカダンパン!責任者出て来い!（テレビ東京系）
- おじゃまします！市町村街かどクイズ（チバテレビ）
- ものスタMOVE → ものスタ（テレビ東京） - ナレーター
- 土曜スペシャル（テレビ東京系）
- なないろ日和!（テレビ東京） - 「テレビ東京ショッピング」コーナーのナレーションも兼任
- 所さんのニッポンの出番!（TBS系） - ナレーター

### テレビドラマ
- 水曜ミステリー9「神楽坂署生活安全課・密室で移動する死体」（テレビ東京系）
- 水曜プレミア 特別企画「つぐない」（TBS系）
- 水曜プレミア「四分の一の絆」（TBS系） - 鈴木正明 役

### 映画
- YARIMAN HUNTER（2022年11月25日公開、企画・原案:横須賀歌麻呂） - R-18指定[10][11][12]

### オリジナルビデオ
- むこうぶち 2 高レート裏麻雀列伝 鬼の棲む荒野

### ラジオ
- 小倉智昭のとことん気になる11時（文化放送）
- 土曜ワイドBAOBAB（文化放送）
- ザ・パンチ・パンチ・パンチ（ニッポン放送）[1]
- 究極ワイド乱一世（アール・エフ・ラジオ日本）
- スポーツ気分で遊ING（アール・エフ・ラジオ日本）
- 一世・可奈のおしゃべり爆弾（HBCラジオ(北海道放送））[1]
- 乱一世のやる気ステーション（北日本放送）[1]
- 真夜中ギンギラ大放送（ラジオ関西）
- 乱一世の歌謡曲ナイター（火曜会制作、各地のAMラジオ局に配信）
- TOKYO UPTOWN STATION（東海ラジオ）[13]

### CM
- ヱスビー食品
- ナムコ - 「ラジオはアメリカン」放送のラジオCM
- マーベラスAQL